# Kudowa-Zdrój
Kudowa-Zdrój (în germ. Bad Kudowa, în cehă Chudoba) este un oraș în voievodatul Silezia Inferioară din sud-vestul Poloniei. Are cca 11 mii locuitori. Pînă în 1945 a făcut parte din Germania, dar o parte importantă a locuitorilor orașului era de origine cehă. Kudowa-Zdroj este una din cele mai renumite stațiuni balneare din Sudeții polonezi.

## Clasamente internaționale
- www.kudowa.pl
- www.kudowazdroj.pl